# Molophilus wilsoni
Molophilus wilsoni är en tvåvingeart som beskrevs av Alexander 1929. Molophilus wilsoni ingår i släktet Molophilus och familjen småharkrankar. Inga underarter finns listade i Catalogue of Life.